# تودس
تودس (به ایتالیایی: Tod's) شرکت کالای لوکس ایتالیایی است، که در زمینه تولید کفش و محصولات چرمی، فعالیت می‌کند. سکان رهبری این شرکت در دست تاجر ایتالیایی؛ دیگو دلا واله می‌باشد. معروف‌ترین محصول آن، کفش‌های رانندگی است.
شرکت تودس دارای فروشگاه‌های متعدد در سراسر جهان است، بزرگترین شعبه‌های آن در کشورهای سنگاپور، هنگ کنگ، اندونزی و ایالات متحده مستقر می‌باشند. خانواده دلا واله، مالک اکثریت سهام این شرکت است، این خانواده همچنین مالک اصلی باشگاه فوتبال فیورنتینا می‌باشد.